# Torekov
Torekov is een plaats in de gemeente Båstad in het Zweedse landschap Skåne en de provincie Skåne län. De plaats heeft een inwoneraantal van 883 (waarvan 429 man en 454 vrouw) (2005) en een oppervlakte van 172 hectare. In het dorp is een scheepvaartmuseum te vinden, ondergebracht in een zeilschip.
Torekov was vroeger een vissersdorp, maar tegenwoordig is het een vrij toeristische en bovendien bovengemiddeld rijke plaats. De plaats ligt op het westpunt van het schiereiland Bjäre en grenst direct aan zee. Landinwaarts bestaat de directe omgeving van Torekov uit zowel landbouwgrond als bos. Er is onder andere een jachthaven in de plaats te vinden, ook staat de kerk Torekovs kyrka in de plaats.
Torekov wordt voor het eerst genoemd in een brief uit het jaar 1344 waarin koning Magnus II van Zweden de bewoners een brief schrijft en ze het eilandje Hallands Väderö schenkt, dit eiland is tegenwoordig met een veerboot bereikbaar vanaf Torekov.
In 1972 werd het Torekovskompromissen gesloten in de plaats. Hier werd door zowel de sociaaldemocraten als de centrumrechtse partijen besloten om de monarch van Zweden zijn politieke functies te ontnemen en voortaan alleen een symbolische functie te laten hebben.
Torekov is ook de naam van een serie zitmeubelen van IKEA.

## Verkeer en vervoer
In het dorp beginnen (en eindigen) de Länsväg 105 en de Länsväg 115.